# Scarpellini (inslagkrater)
Scarpellini is een inslagkrater op de planeet Venus. Scarpellini werd in 1991 genoemd naar de Italiaanse sterrenkundige Caterina Scarpellini.
De krater heeft een diameter van 27,1 kilometer en bevindt zich in het zuidwesten van het gelijknamige quadrangle Scarpellini (V-33).